# Iffendic
Iffendic (bretonisch: Ilfentig) ist eine französische Gemeinde mit 4603 Einwohnern (Stand: 1. Januar 2022) im Département Ille-et-Vilaine in der Region Bretagne; sie gehört zum Arrondissement Rennes und zum Kanton Montfort-sur-Meu.
Die Einwohner werden Iffendicois(es) genannt.

## Geographie
Iffendic liegt etwa 15 Kilometer nordwestlich von Rennes am Fluss Meu.

### Nachbargemeinden
Umgeben wird Iffendic von den Gemeinden Boisgervilly, Saint-Uniac und Montauban-de-Bretagne im Norden, Bédée und La Nouaye im Nordosten, Montfort-sur-Meu im Osten, Talensac im Südosten, Monterfil und Saint-Péran im Süden, Paimpont und Saint-Malon-sur-Mel im Südwesten, Saint-Gonlay und Saint-Maugan im Westen sowie Saint-Onen-la-Chapelle im Nordwesten.

## Geschichte
Eine frühe strategische Bedeutung gewann der Ort durch die Kreuzung zweier wichtiger römischer Straßen von Corseul nach Nantes und von Rennes nach Carhaix.

### Bevölkerungsentwicklung
| 1962 | 1968 | 1975 | 1982 | 1990 | 1999 | 2006 | 2017 |
| ---- | ---- | ---- | ---- | ---- | ---- | ---- | ---- |
| 2736 | 2528 | 2416 | 2580 | 2675 | 3047 | 3778 | 4469 |

## Gemeindepartnerschaft
Mit der italienischen Gemeinde Orune in der Provinz Nuoro auf Sardinien besteht seit 2003 eine Partnerschaft.

## Sehenswürdigkeiten
- Der Megalith Pierre Longue
- Kirche Saint-Éloi im gotischen Stil errichtet, Umbauten aus dem 16., 17. und 18. Jahrhundert, seit 1926 Monument historique (siehe auch: Leben Jesu (Iffendic))
- Kapelle Saint-Barthélémy aus dem 12. Jahrhundert, Monument historique
- Burgruine Boutavent aus dem 11. Jahrhundert
- Schloss La Chasse aus dem Jahre 1895, Monument historique seit 1930
- Schloss Treguil aus dem 16. Jahrhundert, im 19. Jahrhundert rekonstruiert
- Schloss Le Pin aus dem 19. Jahrhundert
- Schloss Le Breuil aus den Jahren 1860–1863
- Schloss La  Morinais

Siehe auch: Liste der Monuments historiques in Iffendic

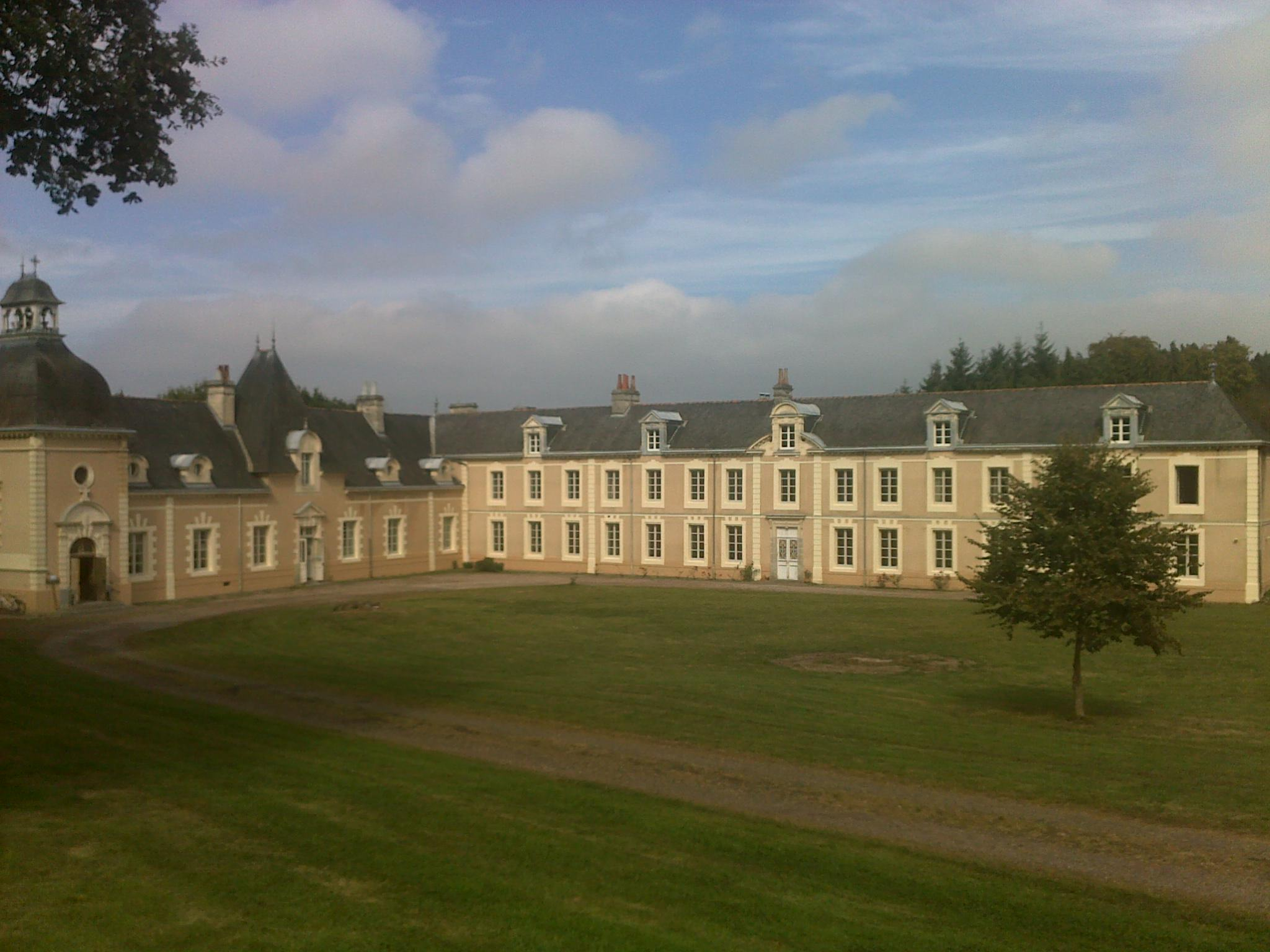
Schloss La Chasse
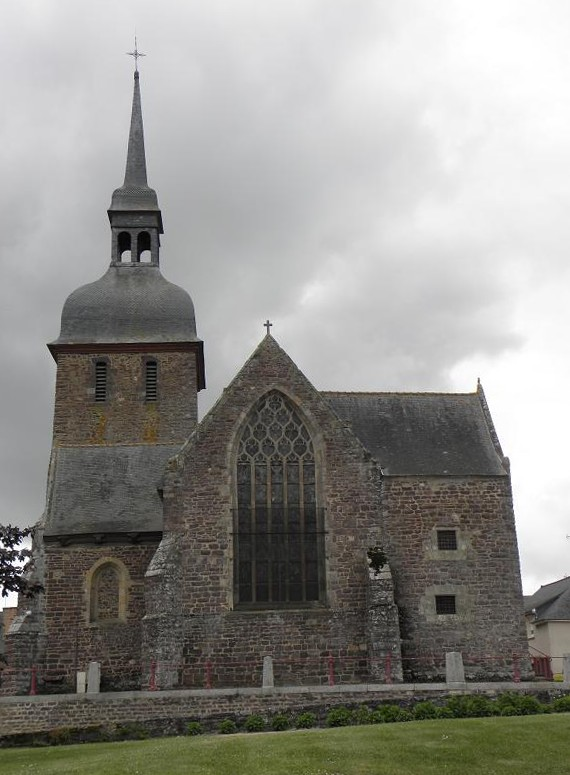
Kirche Saint-Éloi
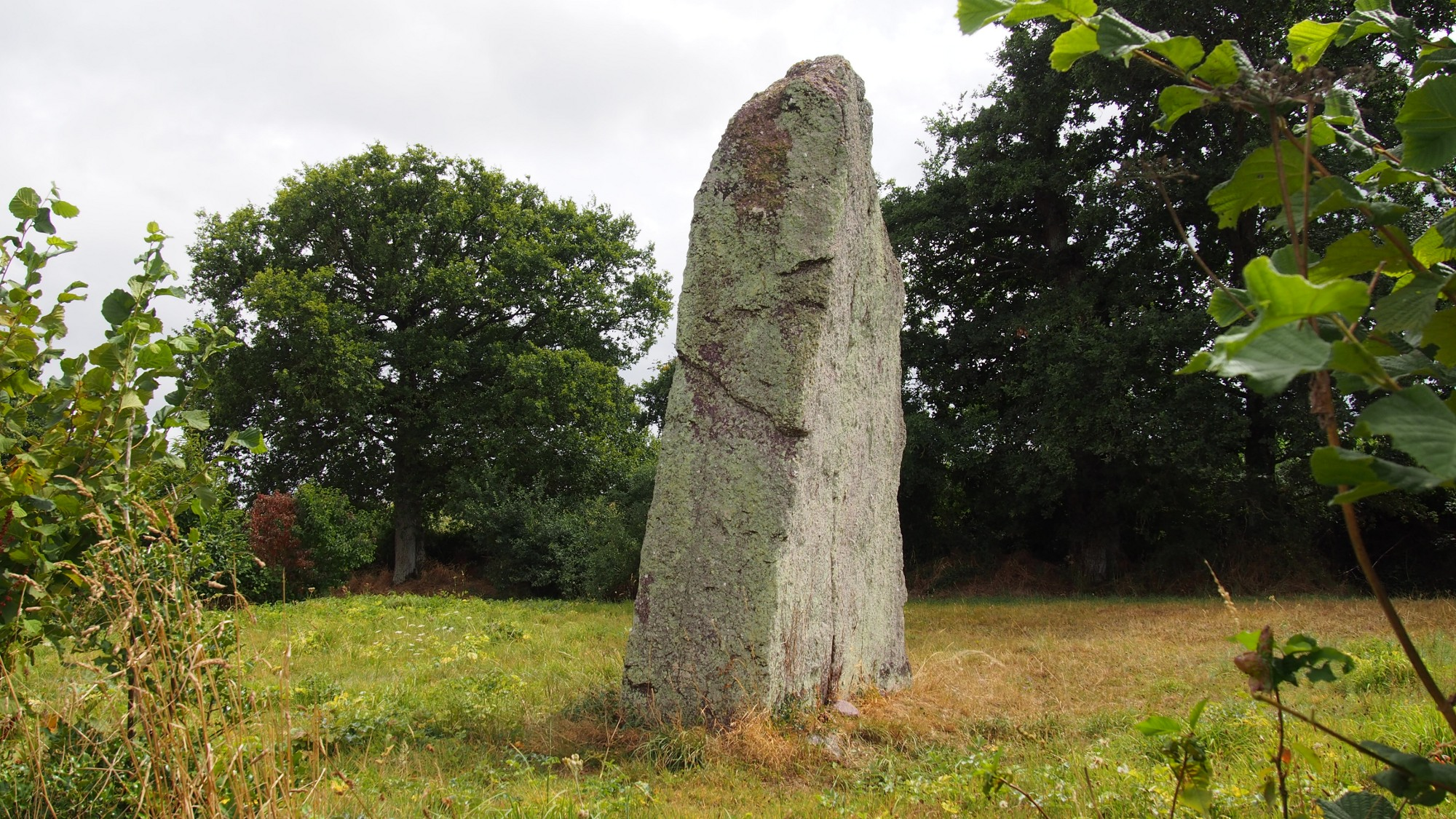
Pierre Longue